# Dimerogonus osorno
Dimerogonus osorno är en mångfotingart som först beskrevs av Chamberlin 1957.  Dimerogonus osorno ingår i släktet Dimerogonus och familjen Cambalidae. Inga underarter finns listade i Catalogue of Life.